# Franz Erasmus Spannheimer
Franz Erasmus Spannheimer (* 7. November 1946 in Dettelbach; † 24. Januar 2019 in München) war ein deutscher Komponist, Dirigent, Organist, Pianist und Chorleiter.

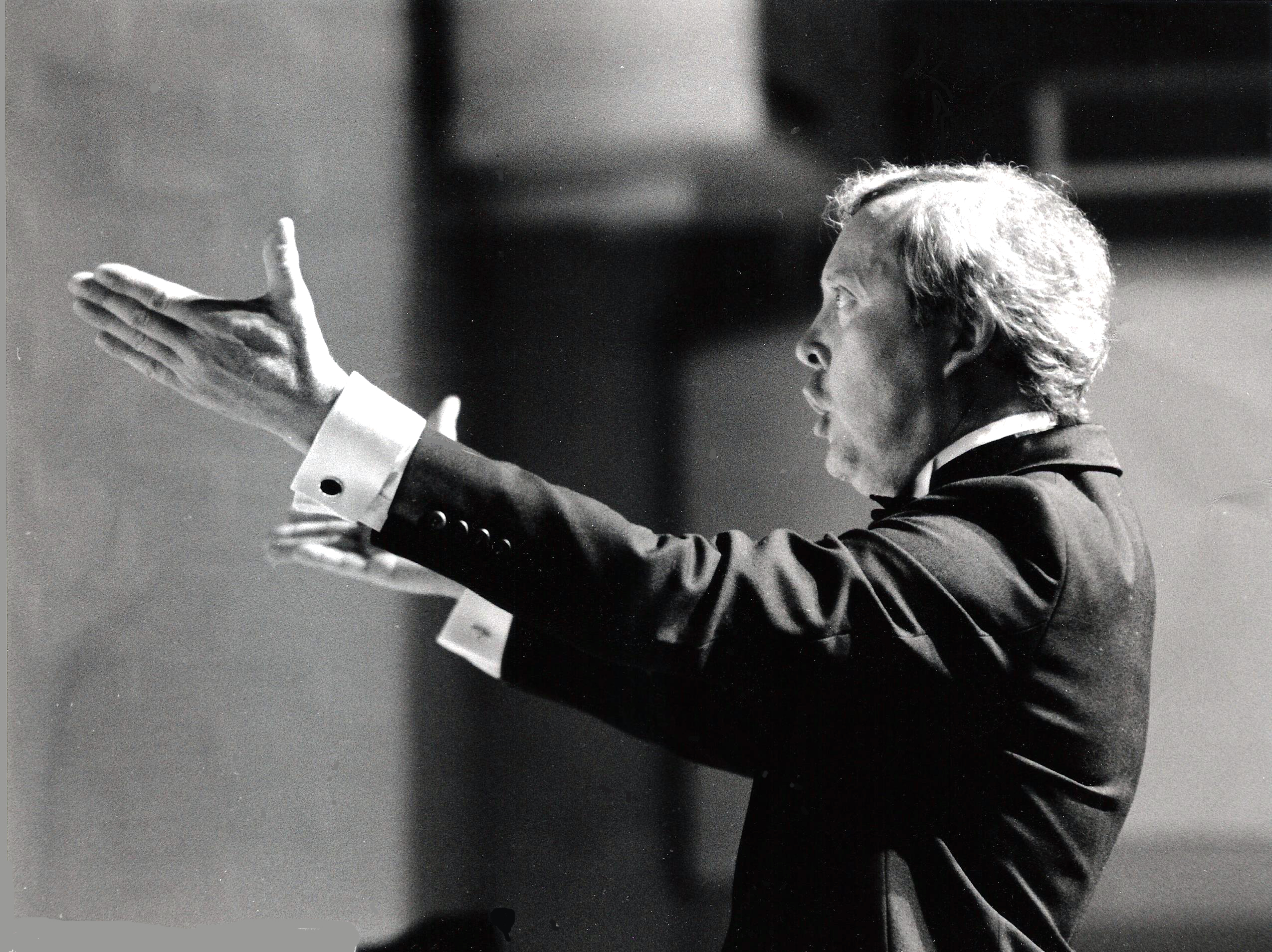
Franz Erasmus Spannheimer

## Leben
Franz Erasmus Spannheimer erhielt seinen ersten Klavierunterricht mit fünf Jahren, ab dem elften Lebensjahr zusätzlich Orgelunterricht. Er studierte 1964–1968 am Bayerischen Staatskonservatorium der Musik (jetzt Hochschule für Musik Würzburg) Hauptfach Kirchenmusik, das er mit dem Staatsexamen beendete. Komposition studierte er bei Bertold Hummel, schloss erfolgreich ein Orgel-Examen und auch ein Kapellmeisterstudium ab. Bei Olivier Messiaen absolvierte er in Paris einen Meisterkurs für Komposition mit Diplom.
Spannheimer schrieb 1977 in Rom eine Facharbeit über Johann Sebastian Bach Musikalische Rhetorik und umfassende Figural-Analytik.
Als Organist und Chorleiter und Musiklehrer war Spannheimer neben seinem Studium 1964 in Stift Haug in Würzburg. Er gab Kurse an verschiedenen Musikakademien, hielt Vorträge über die Klassik und die Moderne und leitete das Studio für neue Musik in München. 1969–1977 war Spannheimer hauptamtlich als Organist und Chorleiter in der St. Anna-Pfarrkirche und der St. Anna-Klosterkirche in München/Lehel tätig. Die Münchner Erstaufführung der Petite Messe solennelle von Gioachino Rossini dirigierte Spannheimer dort am 14. Juni 1974 vor großem Publikum. Sein mit dem Prix Italia ausgezeichnetes, großes Oratorium Perfora wurde am 16. Juli 1978 in Paris unter der Leitung von Lorin Maazel uraufgeführt. 1977 bis 1985 war F. E. Spannheimer Leiter der Musikschule Neubiberg und Begründer der jährlich erfolgreich dort stattfindenden Neubiberger Musikwochen (1978 bis 1985). 1991–1992 war er Organist und Chorleiter in St. Johann Baptist, Alte Haidhauser Kirche und St. Nikolai am Gasteig. 
Als Pianist und Organist konzertierte er in Deutschland, England, Österreich, Schweden, Schweiz, Italien, Philippinen, Ungarn und nahm Schallplatten und CDs auf. Er arbeitete für Rundfunk und Fernsehen, u. a. BR, RIAS, SR, SWR, RSR, RAI, ZDF. Spannheimer baute erfolgreich Chöre auf, wie den Münchner Kammermusikkreis e. V. 1970 und das Gesualdo-Consort 1972, gründete und leitete das Sinfonische Orchester Neubiberg 1978 und das Kammerorchester F. E. Spannheimer 1986.
1978 gründete er die Chorgemeinschaft Neubiberg, die 1985 namentlich in den Ars Musica Chor Ottobrunn e. V. überging, deren Leiter er bis 1995 blieb. Der Ars Musica Chor Ottobrunn konzertiert unter anderen Chorleitern auch heute noch. 17 mal führte er ab 12. Juli 1981 die Carmina Burana von Carl Orff auf. Aus Kursen für Improvisation, Komposition, Analytik und Ästhetik ab 1992 am Mozarteum Salzburg entstand ab 1994 eine Honorar-Professur.
1989 komponierte er sein umfangreiches Orchesterwerk Apokalypse, welches am 18. Mai 1990 vom Symphonieorchester Graunke (später Münchner Symphoniker) uraufgeführt wurde. Weitere Symphonien Die Stadt 1993, Brücke und Tor 1995 und Die Morisken 1996 wurden ebenfalls uraufgeführt sowie sein Klaviertrio vom Trio von der Goltz. Er arbeitete zusammen mit Elly Ney, Siegfried Behrend, Claudia Brozinska-Behrend, Therese Katzer, Hanna Steiner, Hanno Blaschke, Eyvind Hallnäs, Cheryl Studer, Claes-Hakan Ahnsjö, Ulrich Reß, Siegfried Fink, Peter Sadlo, Alexis Weissenberg, Itzhak Perlman, Yo-Yo Ma, Aldo Schön und Graham Waterhouse. Persönliche Arbeitskontakte gab es zu Carl Orff, August Everding, Colin Davis, Leonard Bernstein, Sergiu Celibidache, Seiji Ozawa, Bernard Haitink, Giuseppe Patané und Giuseppe Sinopoli.
Eine Zusammenarbeit bestand mit den Orgelbaufirmen Rieger Orgelbau, Staller Orgelbau und Kerssenbrock Truhenorgeln. Spannheimer nahm an Orgelfestivals in Las Pinas 1988 und Manila 1988, Magadino 1989 und Carasso 1990 teil.

## Werke (Auswahl)
- Konzert-Capriccio für Klavier und Orchester 1964
- Konzert für Orgel und Streichorchester 1964
- Kirchliche Lieder 1964–2018
- Bagatellen für Streichorchester 1966
- Zyklus in 6 Bildern für 4 Posaunen 1965
- Klaviertrio 1967
- Tripartita für Streichquartett 1968
- Streichquintett 1968
- Sonate Fantastique für Flöte, Oboe und Klarinette 1968
- Lionel Ballettmusik für zwei Klaviere 1968
- Evolution für Violine und Orchester 1968
- Das Auge der Maus Lieder für gemischten Chor Texte von Christian Morgenstern 1968/1969
- Ich wollt, dass ich daheime wär Chormotette Text von Heinrich von Lauffenberg 1967/1980
- Tanz der Orgel I 1970
- Tanz der Orgel II 1970
- Match für Orgel 1970
- Matchwood für Orgel 1971
- Ludus für Zupforchester und Orgel 1971
- Perfora Oratorium 1978
- Concerto für Elisabeth für Chor und Zupforchester 1985
- Apokalypse Symphonie Offenbarung des Johannes 1989
- Konzert für Violine und Orchester 1990
- Die Stadt Symphonie, inspiriert durch ein Märchen von Hermann Hesse 1991
- Prelude für Klavier 1992
- Dem Schicksal Lied für Bariton oder Sopran Text von J. W. von Goethe 1992
- Banchetto maestoso für Violoncello und Klavier 1993
- Konzert für Trompete und Orchester 1993
- Liederzyklus nach Texten von Gertrud Kotousz 1993–1997
- Brücke und Tor Symphonie 750 Jahre Reichsfreiheit Regensburg 1994
- Die Morisken Symphonische Ballettmusik nach einem Libretto von Gertrud Kotoucz 1996
- Gedichte von der Liebe Liederzyklus Bariton und Klavier nach Texten von Erich Fried 1994–1997
- Sonate für Violoncello 1998
- Sonate für Solovioline 2000
- Sinfonia Kammermusik 2001
- Sax 2001 für Saxophon 2001
- Symphonie für großes Orchester 2011